# Aeropuerto de Osijek

Mapa que muestra la ubicación de los Aeropuertos de Croacia.

El Aeropuerto de Osijek (en croata: Zračna luka Osijek) (IATA: OSI, OACI: LDOS) es un aeropuerto situado a 20 km al sur de la ciudad de Osijek, en Croacia, encuentrándose ubicado en la carretera de Vukovar-Osijek.

## Servicios
La terminal tiene un área de 1300 m², alberga entre 200 y 400 pasajeros por hora y unos 100.000-150.000 por año. Cuenta con la posibilidad de contratar vuelos chárter individuales. 
Dispone de varios servicios aeroportuarios:
- terminal de pasajeros para tráfico doméstico e internacional
- control de pasaportes
- chequeo y control de pasajeros
- intercambio de información
- café-bar, restaurante
- alquiler de coches, taxis y plazas de estacionamiento

## Carga
El aeropuerto se construyó principalmente para el tráfico de carga debido a la favorable ubicación geográfica de la que dispone. Con el fin de obtener una red transferroviaria, Croacia ha invertido en las infraestructuras del aeropuerto y en las actividades de transporte, algunos ejemplos son: carreteras, líneas de ferrocarril, transporte fluvial internacional en el río Drava, utilizando el aeropuerto de Osijek para la carga y la descarga de materiales.
El complejo de tráfico Corridor Vc (sistema que involucra trenes, carreteras, aeropuertos y puertos para el transporte a través de Europa) que conecta el Norte, Centro y Sur de Europa, representa una oportunidad para integrar el desarrollo económico y la circulación de tráfico en la zona de Europa Central. Esta es una oportunidad para los fabricantes y distribuidores de Osijek y por lo tanto también lo es para el aeropuerto.

## Aeropuerto secundario
Existe un aeropuerto secundario usado exclusivamente para vuelos privados y exhibiciones aéreas. Este fue el lugar donde se recibió al Papa Juan Pablo II durante su visita a Croacia. Por otro lado también se celebra la exhibición de coches anual en este aeropuerto.

## Aerolíneas y destinos
| Aerolíneas       | Destinos                                      |
| ---------------- | --------------------------------------------- |
| Croatia Airlines | Munich Estacional: Dubrovnik, Split           |
| Ryanair          | Estacional: Londres–Stansted                  |
| Trade Air        | Dubrovnik, Pula, Rijeka, Split, Zadar, Zagreb |